# Biomedicina

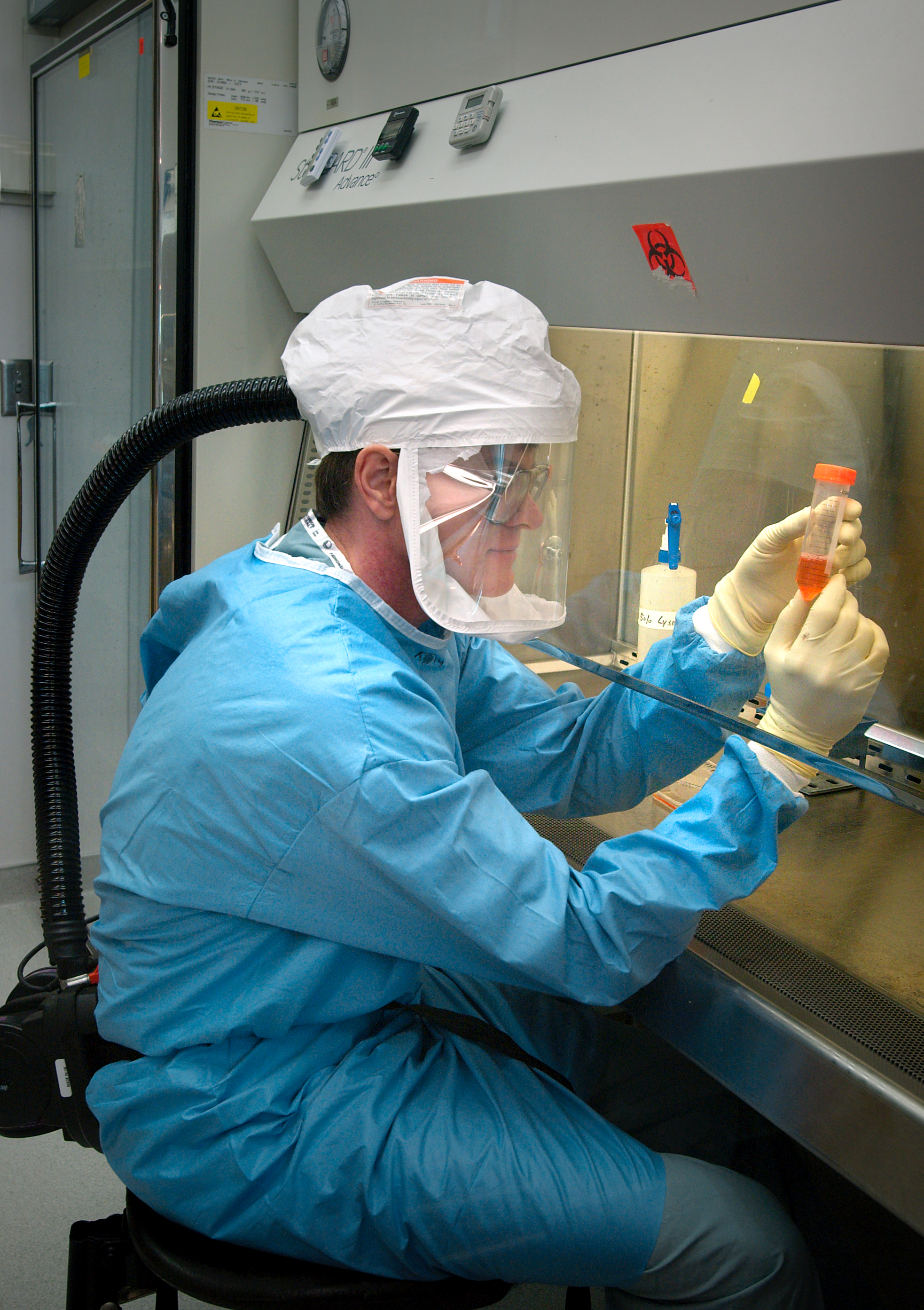
Científic analitzant virus de la grip

La biomedicina és un terme que engloba el coneixement i la investigació que és comú als camps de la medicina i l'odontologia i les biociències com bioquímica, immunologia, química, biologia, histologia, genètica, embriologia, anatomia, fisiologia, patologia, enginyeria biomèdica, zoologia, botànica i microbiologia.
Diverses universitats espanyoles i catalanes (pioneres) ofereixen formar professionals en aquest àmbit, com per exemple la Universitat de Barcelona (campus Bellvitge).
L'Enginyeria biomèdica integra les ciències de l'enginyeria amb les ciències biomèdiques i la pràctica clínica. Sent diverses les àrees involucrades, l'enginyeria biomèdica és una activitat interdisciplinària i multiprofessional, que contribueix tant al desenvolupament científic, econòmic i social, com al benestar general. Així, es considera com a part del seu camp:
- El desenvolupament de tecnologia biomèdica, nous sistemes, dispositius, processos i algorismes, en serveis de salut.
- La creació de millors condicions dels recursos tecnològics per a la prestació amb qualitat dels serveis de salut.
- L'enteniment i la utilització del coneixement dels sistemes vius per a aplicacions clíniques substantives i innovadores basades en les ciències de l'enginyeria.